# La révolution en Russie
La révolution en Russie è un cortometraggio del 1906 diretto da Lucien Nonguet.

## Trama
Russia 1905: Interpretazione della rivolta di Odessa; l'equipaggio di una nave, stanco di essere maltrattato, partecipa ad un ammutinamento prendendo il sopravvento della nave. Arrivati a terra, un marinaio morto durante l'ammutinamento è diventato un martire, ispirando una rivolta in città. Quindi le autorità decidono di contenere la rivolta con una dimostrazione di forza.

## Conosciuto anche come
- La révolte du cuirasse Potemkine
- Les événements d'Odessa

## Storia
Fatto realmente accaduto nel 1905: rivolta operaia sostenuta dall'equipaggio della corazzata Potëmkin.